# Cowboy, Indianer og Hest
Cowboy, Indianer og Hest (på fransk Panique au village, på engelsk A Town Called Panic og på tysk Panik in der Pampa) er en stop-motion-figur-dukkefilm serie fra år 2000. Serien er distribueret af Aardman Animations og produceret i Belgien af Vincent Patar og Stéphane Aubier for La Parti og Pic Pic André.
Hver episode er ca. 5 minutter lang og groft animeret. Figurerne i serien er beregnet til at forestille billige legetøjsfigurer. 
I foråret år 2009 blev der produceret en A Town Called Panic-spillefilm. Den havde premiere i Cannes i maj måned samme år. Filmen får dansk biografpremiere 30. juni 2011 med dansk tale. 
Cowboy, Indianer og Hest bliver vist over hele verden, herunder er fx USA, Australien, Sydkorea, Canada, Belgien, Storbritannien og Danmark. 

## Handling
Serien følger livet hos en cowboy, en indianer og en hest, som lever i samme hus i en lille landsby. Her oplever de hver dag en masse spændende ting, hvor det som oftest ender med, at Indianer og Cowboy får rodet sig ud i nogle problemer. Oftest er det hesten, der må redde dem ud af problemerne, men i mange af episoderne ender det med, at Cowboy og Indianer må tage ansvar for deres handlinger. Undervejs møder vi også andre personer i den lille landsby. De optræder umiddelbart som Cowboy, Indianer og Hestens venner.

## Figurer
Cowboy
Cowboy er en legetøjsfigur af en cowboy, i en blå skjorte, brune læderbukser, med en hat og det meste af tiden en riffel. Cowboy er temmelig fej og ikke altid på dupperne. Ofte roder han sig ud i problemer på grund af letsindighed og barnlig opførsel. Han har en smule "søskende"-rivalisering med Indianer (selvom de højst sandsynligt ikke er søskende) og er lidt bange for hesten.
Indianer
Indianer er en legetøjsfigur af en stereotyp, indiansk stammehøvding eller ældre, i en gul skjorte og lilla læderbukser, med et stort, strittende hovedklæde. Han bærer en ceremoniel stav. Ud over den sædvanlige stående position ses han ofte i en indiansk, meditativ siddeposition. Andre gange bærer han en bue og en pil. Indianer er lidt mere "voksen" end Cowboy, men han kaster sig stadig ud i dumdristige opgaver, næsten lige så meget som Cowboy. Han er også lidt bange for hesten.
Hest
Hest er en legetøjsfigur af en brun hest. Selvom han er et dyr, er hesten mindst lige så intelligent som Cowboy og Indianer (tilsammen), og han er leder af "familien", som Cowboy og Indianer er en del af. Selvom han går på alle fire, så gør han de fleste af gøremålene omkring deres hus, da begge hans bofæller er ubrugelige. Han holder hovedet koldt, engagerer sig ikke i den tåbelige rivalisering mellem Cowboy og Indianer og fastholder en antydning af normalitet i huset. Når Cowboy og/eller Indianer hidser ham op, sparker han dem (formentlig med bagbenene) over hele huset og som regel ind i en af væggene, hvilket er tilstrækkeligt til at holde de to bofæller i skak det meste af tiden. 
Steffen
Han er en landmand, der ejer det eneste andet hus i landsbyen. Han råber konstant, selv når han ikke er vred, og han er meget rethaverisk i forhold til sin traktor.
Jane
Hun er Steffens kærlige kone.
Bente
Hun er datter til Jane & Steffen.
Politimanden
Han bor i et lille skilderhus ved siden af vejen, der passerer gennem landsbyen.
Husdyrene
Dyrene bor på Steffens og Janes gård.
Postbudet
Han er en legetøjsfigur, der er klædt i en blå frakke, bukser og hat. Han er en cyklist, som cykler rundt imellem de to huse i landsbyen, hvor han afleverer breve og pakker. Han er næsten altid fløjtende, når han cykler rundt i landsbyen.
Bjørnen
Dette er en figur af en sort bjørn, som står på bagbenene, og den jager ofte mange af de andre figurer i serien, som regel efter at have været forstyrret af dem under sin søvn. Det kan ikke altid ses, om det er den samme bjørn, der bliver brugt i serien, eller om det er en anden, da de alle sammen ligner hinanden.

## Danske stemmer
| Rolle              | Skuespiller      |
| ------------------ | ---------------- |
| Cowboy             | Jan Elhøj        |
| Indianer           | Troels Malling   |
| Hest               | Brian Lykke      |
| Steffen            | Gordon Kennedy   |
| Jane               | Christine Exner  |
| Politibetjent      | Mathias Klenske  |
| Øvrige medvirkende |                  |
| Simon              | Mads Knarreborg  |
| Bente              | Julie Zangenberg |
| Instruktør         | Laurits Laursen  |